# Medoševac (Crveni krst)
Medoševac (em cirílico: Медошевац) é uma vila da Sérvia localizada no município de Crveni krst, pertencente ao distrito de Nišava, na região de Ponišavlje. A sua população era de 2641 habitantes segundo o censo de 2011.

## Demografia
| 1948 | 1953 | 1961 | 1971 | 1981 | 1991 | 2002 | 2011 |
| ---- | ---- | ---- | ---- | ---- | ---- | ---- | ---- |
| 902  | 1024 | 1777 | 2419 | 2608 | 2564 | 2704 | 2641 |